# Tuncay Nadaroğlu
Tuncay Nadaroğlu (* 27. Juli 1974 in Siegburg) ist ein ehemaliger türkischer Fußballspieler und jetziger Fußballtrainer.

## Karriere
Nadaroğlu wechselte 1996 vom FV Bad Honnef zum 1. FC Köln und kam in der Bundesliga bis 1998 vier Mal zum Einsatz. Kurz vor dem Abstieg in die 2. Bundesliga verließ Nadaroğlu die Kölner und wechselte im Februar 1998 zu Bursaspor in die türkische 1. Liga, die Süper Lig. Eineinhalb Jahre später kehrte er nach Deutschland zurück. Beim SV Darmstadt 98 und dem SV Babelsberg 03 spielte er in der Regionalliga. Zu Beginn des Jahres 2003 wechselte er in die Oberliga Hessen zu Viktoria Aschaffenburg, mit der er den Abstieg in die Landesliga Hessen Süd nicht mehr abwenden konnte. In der folgenden Spielzeit gelang der Viktoria allerdings der direkte Wiederaufstieg in die Oberliga Hessen. Im Sommer 2007 wechselte Nadaroğlu zum Ligakonkurrenten Eintracht Frankfurt U23, wo er erheblichen Anteil am Aufstieg 2008 in die Regionalliga Süd hatte. Zum Abschluss der Saison 2008/09 beendete Nadaroğlu seine aktive Karriere.
Von der Saison 2009/10 bis zum 28. Dezember 2012 fungierte er als Co-Trainer beim SV Darmstadt 98. 2010/11 gelang seinem Team der Aufstieg von der Regionalliga in die 3. Liga.
2013 wurde er sportlicher Leiter des Nachwuchsleistungszentrums bei Viktoria Aschaffenburg, welches er bis Juni 2017 leitete.
Von Juni bis November 2016 war er Co-Trainer von Kosta Runjaic beim Zweitligisten TSV 1860 München beschäftigt.
Später wurde er erneut für die Viktoria in Aschaffenburg tätig, wo ab Juli 2019 als Co-Trainer beschäftigt war. Aktuell (Stand: Oktober 2024) ist Nadaroğlu dort Sportdirektor.

## Erfolge
Als Spieler
- 2004: Meister der Landesliga Hessen-Süd, Aufstieg in die Oberliga Hessen (mit Viktoria Aschaffenburg)
- 2008: Aufstieg in die Regionalliga Süd (mit Eintracht Frankfurt II)

Als Trainer
- 2011: Meister der Regionalliga Süd, Aufstieg in die 3. Liga (mit dem SV Darmstadt 98)